# Adriano Malori
Adriano Malori (nascido em 28 de janeiro de 1988, em Parma) é um ciclista profissional italiano, que atualmente corre para Movistar Team.